# God Speed
God Speed è l'undicesimo album studio della cantante giapponese Masami Okui pubblicato il 24 febbraio 2006 dalla evolution. L'album ha raggiunto la centoundicesima posizione della classifica degli album più venduti in Giappone, vendendo circa 2000 copie.

## Tracce
1. wild cat
2. SUBLIMINAL
3. God Speed
4. mitsu (蜜 -mitsu-; Honey)
5. Red
6. Last Sun
7. Timeliness
8. Paradise Lost
9. PRIDE
10. Gift
11. Moe yo! Generation (燃えよ！Generation; Burn! Generation)
12. TRUST (Session Mix)